# لوئیس ارناندس (بازیکن فوتبال، زاده ۱۹۴۹)
لوئیس ارناندس (اسپانیایی: Luis Hernández‎؛ زادهٔ ۲۴ اوت ۱۹۴۹) بازیکن فوتبال اهل کوبا بود.
وی همچنین در تیم ملی فوتبال کوبا بازی کرده‌است.